# Нёфвиллаж
Нёфвилла́ж (фр. Neufvillage) — коммуна во французском департаменте Мозель региона Лотарингия. Относится к  кантону Альбестроф.

## Географическое положение
Нёфвиллаж расположен в 50 км к юго-востоку от Меца. Соседние коммуны: Франкальтроф и Ренен на северо-востоке, Мондидье на востоке, Валь-ле-Бенестроф и Бенестроф на юге, Вирмен на северо-западе.

## История
- Деревня Нёфвиллаж («Новая деревня») возникла в начале XVII, разрушена в 1635 году в ходе Тридцатилетней войны, восстановлена в 1666 году.

## Демография
По переписи 2007 года в коммуне проживало 40 человек.	

## Достопримечательности
- Церковь Сен-Луи де Гонзаг, 1842 года.